# Sam Sandi
 (avril 2024).
Pour les articles homonymes, voir Sandi.
Józef Sam Sandi, né en 1885 et mort le 29 avril 1937 à Poznań, est un lutteur professionnel polonais, d'origine camerounaise, insurgé de la Grande Pologne.

## Biographie

### Enfance et débuts
Né au Cameroun, il rejoint l'armée française et participe à la Première Guerre mondiale. 
Il est fait prisonnier par les Allemands dans un camp de prisonniers de guerre en Grande Pologne, dont il est libéré par les Polonais. Il rejoint les insurgés et prend une part active au soulèvement de la Grande Pologne. En raison de ses compétences en conduite automobile, il est affecté au 12e escadron de renseignement en tant que chauffeur, puis transféré au 3e escadron de Wielkopolska. Il existe également une version alternative de l'origine de Sandi et de son apparition sur le sol polonais[pas clair]. 

### Célébrité
Un journaliste de Kurier Poznański (pl) a déclaré dans un article de mars 1935 : « Sam-Sando, qui a travaillé il y a des années dans une écurie de course en Russie, est connu à Poznań. Pendant la guerre polono-bolchevique, il s'est échappé avec des chevaux à travers la Roumanie et est arrivé en Pologne. Bien qu'il fût citoyen anglais, il rejoignit l'armée polonaise en tant que volontaire et combattit au front lors de l'invasion bolchevique en tant que soldat exemplaire. Il a pris la nationalité polonaise ».
Guerrier robuste et féroce, il sera une attraction dans l’armée avec des rumeurs fantaisistes sur l'origine de sa force. Des médias polonais écrivent que Sam Sandi et Józef Diak (un autre Polonais noir) étaient des « démons à cornes ».
Une chanson est composée par le satiriste Antoine Orlowski pour relater les exploits de ces soldats noirs.
Après la guerre, Sandi quitte l'armée et s'installe en 1920 à Varsovie où il travaille comme chauffeur de taxi. Il peine à gagner sa vie car même dans la capitale polonaise, les gens ne font pas assez confiance à un chauffeur noir et ont peur de monter dans son véhicule. Il décide d'aller alors là où les gens seront capables de payer pour le voir. Il rejoint le cirque des frères Staniewski ; ils feront de lui un lutteur ce qui fera sa renommée.
Dans les années suivant son mariage et son déménagement, il ne collabore plus avec le cirque Staniewski, mais continue à gagner de l'argent en tant que lutteur, bien qu'il ne se produise plus dans toute la Pologne, mais plus près de chez lui.
Il rejoint un groupe de lutteurs et ensemble, ils font plusieurs spectacles. Sandi prend goût à la lutte, il s'entraîne durement, il développe sa musculature et prend du poids à tel point que les médias vont bientôt le décrire comme « une montagne de muscles ». Il devient la principale attraction de ce cirque qui se déploie dans toutes les grandes villes de Pologne.
Il devient l'un des plus grands lutteurs de Pologne et met au tapis des adversaires coriaces et redoutables. Il vain Lubuśka surnommé « L'homme fort », fait trembler le Japonais Taro qui l'a mordu plusieurs fois pendant le combat.
Discipliné et fairplay, Sandi respecte les règles et ses adversaires. 
Adulé, ses fans espèrent qu'il se produise dans leur ville. Il conquiert le cœur des polonais devient une célébrité invitée aux grands événements mondains. Il est naturalisé polonais. Son nom est déformé par la presse de l'époque (par exemple Sando, Sandy, Saudi).

### Vie privée
Sandi gagne un peu d'argent en donnant des cours d'anglais ; c'est par ce biais qu'il rencontre sa future épouse Łucja Woźniak, une jeune fille aux cheveux roux et aux yeux verts âgée de 18 ans à l'époque de leur rencontre, son élève. Au début des années 1930, il l'épouse. Ensemble, ils auront deux filles (Gabrysia et quatre ans plus tard Krystyna). 
Łucja Woźniak est reniée et déshéritée par sa famille à cause de son union avec Sandi. Après leur mariage, le couple s’installe à Gniewkowo. Sandi apparait désormais sous le nom de Józef (son nouveau nom de baptême) ; il se consacrer à sa vie de famille. Polyglotte, son polonais est impeccable. De plus, il parle français et anglais.
Le couple perd l'une de leur fille en 1935. Sandi sombre alors dans la dépression.
Le 29 avril 1937, il meurt subitement en tombant dans une rue de Poznań. Décès probablement provoqué par une hémorragie cérébrale liée aux séquelles de sa carrière de lutteur. 
Grâce à une campagne de financement participatif, une plaque commémorant le soldat et le lutteur a été placée à sa sépulture. La Pologne a décidé de réhabilité de ce héros. Le 22 décembre 2018, une cérémonie d’hommage a été organisée en son honneur au cimetière de Górczyński à Poznań avec la présence de ses descendants.
Son épouse avait refait sa vie mais n’a jamais voulu parler de Sandi ; avant de mourir celle-ci a brûlé des documents contenant des informations clés sur les origines de Sandi comme par exemple : le nom de ses parents et de ses frères et sœurs.